# 니암 쿠삭

니암 쿠삭(Niamh Cusack, 1959년 10월 20일 ~ )은 아일랜드의 배우이다.

## 영화
- 더 구울 (2016년)
- 칙릿 (2016년)
- 디파처 (2015년)
- 더 키드 (2010년)
- 히어애프터 (2010년)
- 천국에서의 5분간 (2009년) - 앨리스테어의 엄마 역
- 패딩턴 발 4시 50분 (2004년)
- 사랑 계엄령 (2000년)
- 코뿔소 (1999년)
- 하트비트 (1992년)
- 플레이보이(영어판) (1992년)
- 태양의 그림자(영어판) (1988년)